# Sedat Simavi

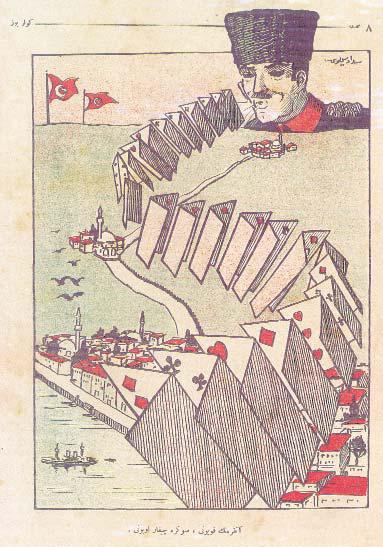
Karikatur von Sedat Simavi (1922)

Sedat Simavi (* 1. Januar 1896 in Istanbul; † 11. Dezember 1953 ebenda) war ein türkischer Verleger, Journalist, Karikaturist, Schriftsteller und Regisseur. Sein Pseudonym war Paramparça. Er war 1948 Begründer der türkischsprachigen Tageszeitung Hürriyet.

## Leben
Simavi stammte väterlicher- und mütterlicherseits aus angesehenen Familien; sein Vater war Gouverneur von Samsun. Er besuchte zunächst die mehrsprachige Schule Saint Joseph Fransız Lisesi im Stadtteil Kadıköy auf der asiatischen Seite von Istanbul. Später ging er bis 1912 auf das renommierte Galatasaray-Gymnasium.
Bereits in jungen Jahren war er als Karikaturist tätig. Nach der Schulzeit arbeitete er zunächst für wenige Jahre als Lehrer. Im Ersten Weltkrieg drehte er Filme für die nationale Verteidigung (Müdafaa-i Milliye Cemiyeti). Die Produktionen Pençe und Casus von 1917 zählen zu den ersten vollwertigen Filmen der Türkei. In dieser Zeit verlegte er die politischen Satirezeitschriften Hande (1916) und Diken (1918) sowie das progressive Frauenmagazin Inci (1919). Später war er verantwortlich für diverse Zeitschriften für Frauen, Mode, Gesundheit, Satire und Kino wie Dersaadet (1920), Payitaht (1920), Güleryüz (1921), Hacıyatmaz (1921), Hanim (1921), Resimli Gazete (1923), Yildiz (1924), Meraklı Gazete (1926),  Yeni Kitap (1927) und Arkadaş (1928). Er veröffentlichte in der Folge die populären Magazine Yedigün (ab 1933) und Karagöz (ab 1935). 
1946 gehörte er zu den Gründern der Türkischen Journalistenvereinigung und war von 1946 bis 1949 deren erster Vorsitzender. 1948 war er Begründer der türkischen Tageszeitung Hürriyet mit einer anfänglichen Auflage von 30 000 Exemplaren, für die er als Herausgeber und Leitartikler wirkte. Nach seinem Tod führten seine Söhne Haldun und Erol die Zeitung fort. Sie gilt heute als einflussreichste Zeitung des Landes.
Darüber hinaus war Simavi als Schriftsteller tätig. Er veröffentlichte u. a. einen Roman und mehrere Stücke.

## Sedat-Simavi-Preis
Ihm zu Ehren wird seit 1977 der Sedat-Simavi-Preis in verschiedenen Kategorien vergeben.

## Schriften (Auswahl)

### Roman
- Fuji Yama. Roman, 1934.

### Stücke
- Düşenin Dostları. Stück, 1940.
- Hürriyet Apartmanı. Stück, 1940.
- Ceza. Stück, 1941.

### Studie
- J.J. Rousseau. Studie, 1931.

### Karikaturalben
- Yeni Zenginler. Karikaturen, 1918.
- Kadınlar Saltanatı. Karikaturen, 1920.
- Turgut Çeviker (Hrsg.): Paramparça. Yeni zenginler. Harp fakirleri. Adam Yayinlari, Istanbul 1993, ISBN 975-418-198-5.

## Filmografie

### Regie
- 1917: Pençe / The Claw
- 1917: Casus / The Spy
- 1918: Alemdar Mustafa Pasa

### Drehbuch
- 1917: Pençe / The Claw
- 1917: Casus / The Spy
- 1918: Alemdar Mustafa Pasa
- 1944: Hürriyet apartmani